# Saint-Ouen (Loir-et-Cher)
Saint-Ouen település Franciaországban, Loir-et-Cher megyében. Lakosainak száma 3016 fő (2022. január 1.). Saint-Ouen Areines, Azé, Meslay, Rahart, Saint-Firmin-des-Prés és Vendôme községekkel határos.

## Népesség
A település népessége az elmúlt években az alábbi módon változott:
| Lakosok száma | 1368 | 2359 | 2958 | 3363 | 3333 | 3286 | 3189 | 3087 | 3056 | 3016 |
|               | 1968 | 1982 | 1990 | 2006 | 2013 | 2015 | 2017 | 2019 | 2020 | 2022 |